# Светещи риби
Светещите риби (Myctophidae) са семейство актиноптери от разред Миктофоподобни (Myctophiformes).
Таксонът е описан за пръв път от Тиъдър Гил през 1893 година.

## Родове
- Benthosema
- Bolinichthys
- Centrobranchus
- Ceratoscopelus
- Diaphus
- Diogenichthys
- Electrona
- Gonichthys
- Gymnoscopelus
- Hintonia
- Hygophum
- Idiolychnus
- Krefftichthys
- Lampadena
- Lampanyctodes
- Lampanyctus
- Lampichthys
- Lepidophanes
- Lobianchia
- Loweina
- Metelectrona
- Myctophum
- Nannobrachium
- Notolychnus
- Notoscopelus
- Parvilux
- Protomyctophum
- Scopelopsis
- Stenobrachius
- Symbolophorus
- Taaningichthys
- Tarletonbeania
- Triphoturus